# Schnelle Havel Ergänzung
Schnelle Havel Ergänzung este o arie protejată (arie specială de conservare — SAC, sit de importanță comunitară — SCI) din Germania întinsă pe o suprafață de 7,72 ha, integral pe uscat.

## Localizare
Centrul sitului Schnelle Havel Ergänzung este situat la coordonatele 52°54′54″N 13°23′19″E / 52.915°N 13.3886°E.

## Înființare
Situl Schnelle Havel Ergänzung a fost declarat sit de importanță comunitară în martie 2004.

## Biodiversitate
Situată în ecoregiunea continentală, aria protejată conține 2 habitate naturale: Pajiști uscate europene, Pajiști calcaroase din nisipuri xerice.
La baza desemnării sitului se află un număr nedeclarat de specii protejate.
Pe lângă speciile protejate, pe teritoriul sitului au mai fost identificate 4 specii de plante.